# Lactuca olgae
Lactuca olgae là một loài thực vật có hoa trong họ Cúc. Loài này được (Leskov) N.Kilian & Greuter mô tả khoa học đầu tiên năm 2006.